# La Madonna de Port Lligat (estudio)
Antes de pintar el cuadro "La Madonna de Port Lligat" (actualmente conservado en Japón), el pintor español Salvador Dalí realizó un estudio reducido de este en 1949. 
Esta obra está realizada en óleo sobre lienzo, su estilo es típicamente surrealista al modo habitual de Dalí, y sus medidas son 48.9 x 37.5 cm. Se encuentra en Milwaukee (Wisconsin, Estados Unidos), en el Haggerty Museum de la Universidad Marquette.
Esta obra representa un acercamiento a la obra original pintada un año después, en 1950.

## Descripción
Esta obra muestra muchos elementos similares a la obra original ya que también cuenta con un arco que corona a la Madonna y un huevo colgando de una concha.
Esta vez, los cuerpos que están descuidados están localizados junto a Gala.
Al igual que en la otra pintura, Gala representa a la Madonna, pero aquí aparece con el pelo hacia atrás y con una diadema. Todo su cuerpo parece estar mutilado y las partes flotan para intentar dar una forma humana. El atuendo que viste Gala es más colorido y también tiene una abertura en su tronco pero sin una forma regular.
El niño Jesús es personificado por un niño de edad mucho menor que en el cuadro original. Sobre su pecho hay un agujero, al igual que en su muslo y sobre esta abertura flota una esfera que parece encajar en el agujero. El niño sostiene una pequeña cruz y flota sobre un cojín que a su vez sobre el regazo de Gala.
De todos los elementos que se encuentran en la otra obra, aquí solo está el caracol de mar, una concha negra gigantesca, el pescado sobre un plato, el trapo y dos limones, todos estos flotando sobre el pedestal.
Todo el fondo de la obra es azul lo que le da un aire más renacentista. Al fondo también flotan las dos islas de Port Lligat.